# Liberty Lines
Liberty Lines S.p.A. è un gruppo armatoriale e una compagnia di navigazione italiana, con sede legale a Trapani. Fino al 13 aprile 2016 era denominata Ustica Lines.

## La storia
La società nacque come "Ustica Lines" nel 1993 a Trapani, fondata dall'armatore Vittorio Morace. 
Le prime rotte di trasporti veloci coprono le rotte Napoli-Ustica-Favignana-Trapani e Trapani-Pantelleria-Kélibia (Tunisia).Nel 1995 viene la rotta Lampedusa-Linosa e, nel 1996, la Trapani-Isole Egadi. L'anno successivo la società acquista parte del Gruppo Rodriquez di Messina, che successivamente cede, per prendere l'avvio di due nuove società: la Trieste Lines e la linea, con sede alle Canarie, della Garajonay Expres S.L.
In seguito si apriranno le linee per Ustica e la linea Trapani-Pantelleria. Nel 2001 fonda "Trieste Lines" per i collegamenti tra l'Italia e l'Istria.
Nel 2004 Ustica Lines rileva le unità della SNAV per i collegamenti tra la Sicilia e le Eolie, proponendo anche nuovi collegamenti, come San Vito Lo Capo-Isole Egadi e l'anno successivo Marsala-Egadi. Dal 2005 è sponsor ufficiale del Trapani Calcio.
La Compagnia si aggiudica il bando dalla Regione siciliana per svolgere i collegamenti per le isole minori.
Dal 2008 detiene il 60% delle partecipazioni in Consorzio Metromare dello Stretto, associazione temporanea di imprese mista che garantisce mediante corse giornaliere il collegamento veloce nello Stretto di Messina, fra i porti di Messina, Villa San Giovanni e Reggio Calabria. Il restante 40% del Consorzio è rappresentato da RFI SpA, società del gruppo Ferrovie dello Stato. Nel 2011 ha acquisito il 50% di BluNavy, compagnia attiva nei servizi di traghettamento verso l'Isola d'Elba, mantenendone nel 2013 il 10%.

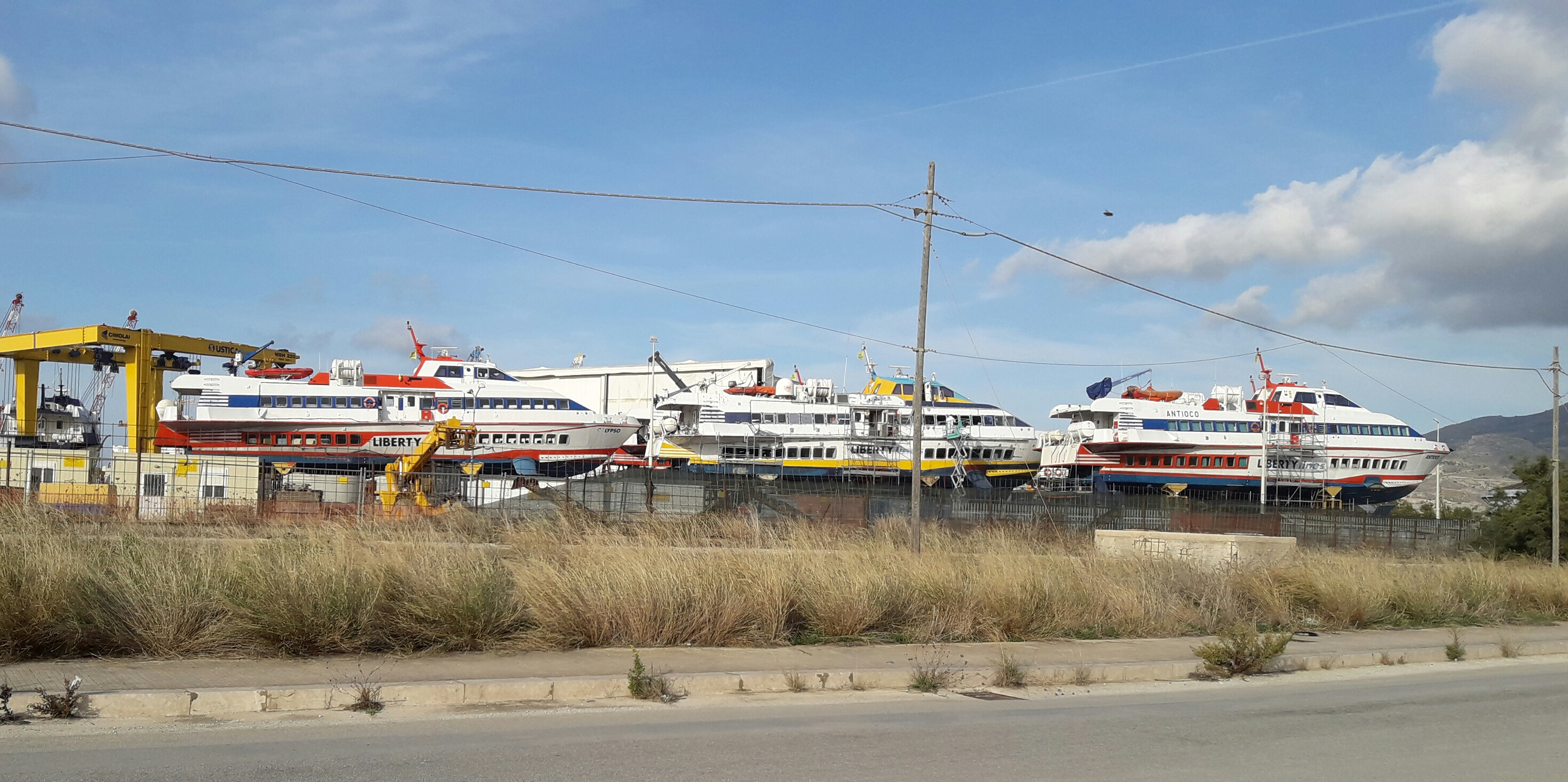
Il cantiere navale Liberty Shipyard al porto di Trapani

Dal 30 giugno 2013 cessa il servizio Metromare dello Stretto, e di conseguenza vengono ridotte le corse effettuate nello stretto di Messina.

La società ha acquisito nel 2014 anche un cantiere navale denominato HSC Shipyard, specializzato in navi veloci e aliscafi, con 80 dipendenti, ridenominato Liberty Shipyard.

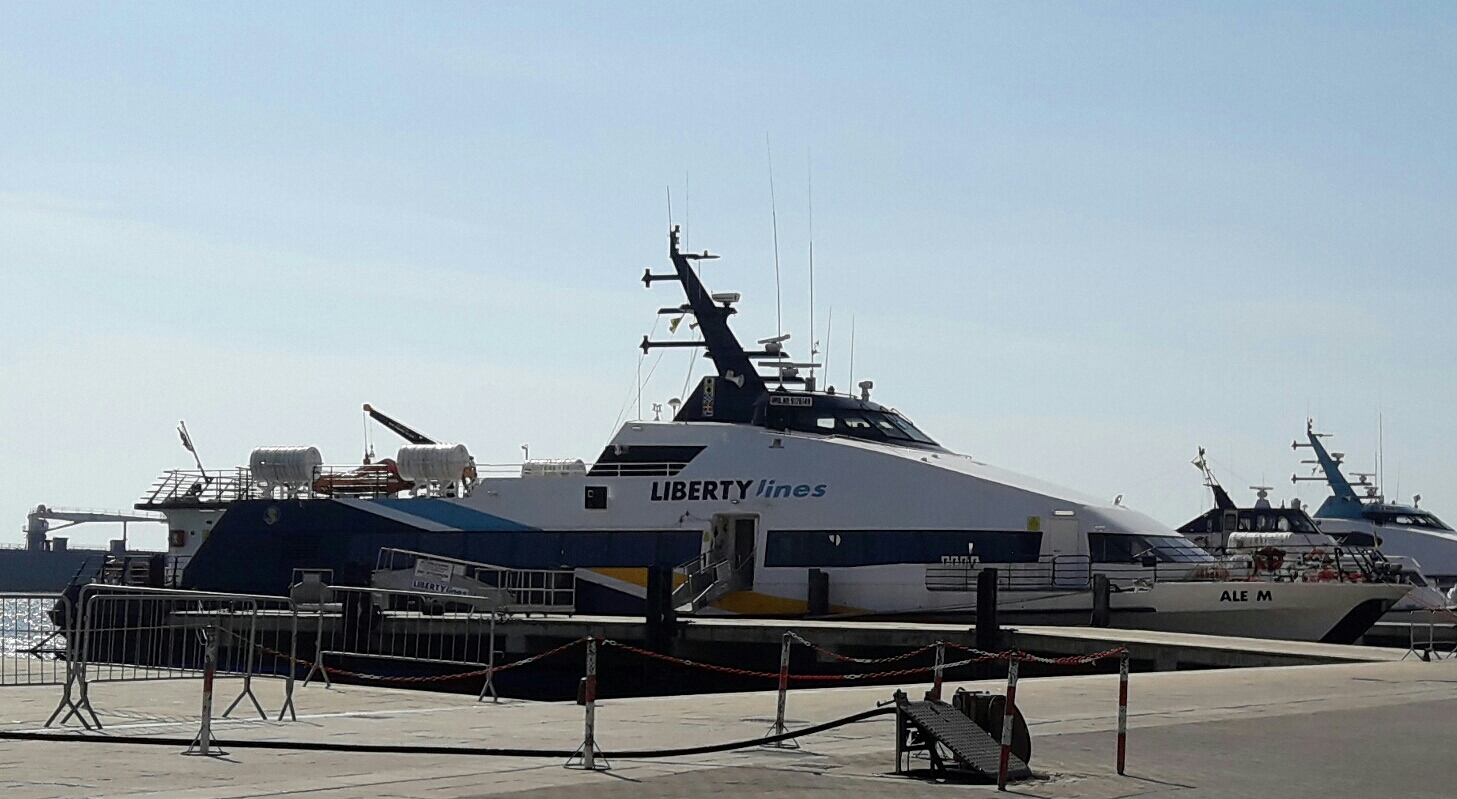
Il catamarano Ale M ormeggiato allo scalo di Trapani

Il 24 marzo 2016 ha effettuato il varo del Gianni M, l'aliscafo più grande del mondo, costruito nei cantieri di Trapani e realizzato dai "Cantieri HSC Shipyard" del gruppo, in collaborazione con il dipartimento di Ingegneria dell'Università di Palermo, in grado di trasportare fino a 350 passeggeri. Lo stesso giorno l'AD Ettore Morace ha annunciato che acquisirà la compagnia Siremar che gestirà insieme a Caronte & Tourist. Questa si occuperà del collegamenti con i traghetti mentre la Ustica Lines di quelli con gli aliscafi.
Il 13 aprile 2016 il presidente Ettore Morace annuncia la nuova denominazione della compagnia: Liberty Lines. Inoltre, con l'acquisizione di Siremar da parte di Società Navigazione Siciliana, i nove aliscafi di quest'ultima transitano a Liberty Lines.
Nel marzo 2017 la Compagnia ha acquisito il 50,9% della società Traghetti delle Isole. 
Nel 2018 Liberty Lines possiede una flotta di 32 navi veloci.
Nel marzo 2018 la società è stata commissariata dal Tribunale di Palermo, che ha nominato un commissario giudiziale su richiesta della Procura, ma nel marzo 2019, con provvedimento dello stesso Tribunale di Palermo, la misura cautelare di commissariamento giudiziale è stata dichiarata cessata. Nel giugno 2021 il tribunale restituisce i 10 milioni di euro sequestrati agli armatori della compagnia.
Nella primavera del 2022 Liberty Lines ha commissionato al cantiere spagnolo Armon la costruzione di 9 navi veloci ibride (le prime di questo tipo al mondo) che, saranno consegnate ed entreranno in linea tra il 2023 e il 2026.
Nell’estate del 2023 è stato annunciato l’acquisto del catamarano Sunnyday, rinominato Gabriele M. 
Nell'ottobre del 2023 la Compagnia ha ripreso i collegamenti sullo Stretto di Messina.
Nel dicembre del 2023 è stata varata la prima nave veloce ibrida Vittorio Morace, la prima nave veloce ibrida al mondo.
Nel febbraio del 2024 è stata varata la seconda nave veloce ibrida Cristina M, mentre a giugno viene varata la terza nave veloce ibrida Gennaro C.G..
Nel settembre del 2024 è stata varata la quarta nave veloce ibrida Ferdinando Morace, mentre ad ottobre la quinta nave veloce ibrida Alessandro Morace.
Il 28 ottobre 2024 viene annunciato l’acquisto del catamarano Ciudad de Ceuta dalla compagnia spagnola Trasmediterranea, che sarà rinominato Vittorio M e consegnato alla compagnia il mese successivo, poi immediatamente noleggiato alla compagnia
Fred. Olsen Express con il nome di Barlovento Express.
Nel dicembre del 2024 è stata varata la sesta nave veloce ibrida Daniela Morace.
Il 21 marzo 2025 viene annunciata la ripresa dei collegamenti tra Trieste, la costa istriana e Lussinpiccolo, con un contratto con la regione Friuli Venezia Giulia della durata di tre anni.
Nel giugno del 2025 è stata varata la settima nave veloce ibrida Claudia Morace.
Il 6 luglio 2025 viene annunciata un’ulteriore commissione al cantiere spagnolo Armon per la costruzione di altre 6 navi veloci ibride, in aggiunta alle 9 già previste, la cui consegna avverrà a partire dal 2027, portando così ad un ringiovanimento della flotta sempre più consistente e alla sostituzione di quasi tutti gli aliscafi, ad eccezione di quelli più recenti.

## Il gruppo
- Liberty Lines S.p.A.
- Liberty Shipyard
- Società Navigazione Siciliana S.p.A. (50%)
- Blu Navy S.p.A. (10%)

## Organizzazione
- Presidente: Andrea Maralla
- Amministratore Delegato: Gennaro Carlo Cotella
- Direttore cantiere: Gianluca Morra

## Flotta[14]

### Monocarena
| Tipo         | Unità             | Anno di costruzione | Stazza lorda | Velocità max in nodi | Capacità passeggeri |
| ------------ | ----------------- | ------------------- | ------------ | -------------------- | ------------------- |
| HSC Hybrid   | Claudia Morace    | 2025                | 399          | 33                   | 251                 |
| HSC Hybrid   | Daniela Morace    | 2024                | 399          | 33                   | 251                 |
| HSC Hybrid   | Alessandro Morace | 2024                | 399          | 33                   | 251                 |
| HSC Hybrid   | Ferdinando Morace | 2024                | 399          | 33                   | 251                 |
| HSC Hybrid   | Gennaro C.G.      | 2024                | 399          | 33                   | 251                 |
| HSC Hybrid   | Cristina M        | 2024                | 399          | 33                   | 251                 |
| HSC Hybrid   | Vittorio Morace   | 2023                | 399          | 33                   | 251                 |
| Monohull 210 | Emma M            | 2014                | 240          | 32                   | 210                 |
| Monohull 210 | Marco M           | 2012                | 241          | 31                   | 210                 |
| Monohull 210 | Sofia M           | 2010                | 242          | 31                   | 210                 |
| Monohull 210 | Carlotta M        | 2010                | 240          | 31                   | 210                 |
| Monohull 210 | Gianluca M        | 2004                | 253          | 30                   | 210                 |

### Aliscafi
| Tipo           | Unità            | Anno di costruzione | Stazza lorda | Velocità max in nodi | Capacità passeggeri |
| -------------- | ---------------- | ------------------- | ------------ | -------------------- | ------------------- |
| Admiral HSC    | Carmine          | 2019                | 130          | 36                   | 250                 |
| Admiral HSC    | Carmen M         | 2017                | 130          | 36                   | 250                 |
| Admiral HSC    | Gianni M         | 2016                | 155          | 38                   | 350                 |
| Admiral HSC    | Ammarì           | 2015                | 130          | 37                   | 250                 |
| Admiral HSC    | Carlo Morace     | 2014                | 130          | 36                   | 230                 |
| Foilmaster HSC | Mirella Morace   | 2006                | 194          | 40                   | 232                 |
| Foilmaster HSC | Platone          | 2006                | 194          | 40                   | 238                 |
| Foilmaster HSC | Calypso          | 2005                | 194          | 40                   | 238                 |
| Foilmaster HSC | Eschilo          | 2005                | 194          | 40                   | 220                 |
| Foilmaster HSC | Natalie M        | 2002                | 194          | 40                   | 232                 |
| Foilmaster HSC | Adriana M        | 1998                | 194          | 40                   | 227                 |
| Foilmaster HSC | Eduardo M        | 1996                | 196          | 40                   | 224                 |
| RHS 160F DSC   | Alijumbo Messina | 1992                | 233          | 38                   | 210                 |
| RHS 160F DSC   | Alijumbo Zibibbo | 1991                | 225          | 38                   | 203                 |
| RHS 160F DSC   | Fiammetta M      | 1989                | 172          | 38                   | 203                 |

### Catamarani HSC
| Nome del mezzo    | Anno di costruzione | Stazza lorda | Velocità max in nodi | Capacità passeggeri | Note                   |
| ----------------- | ------------------- | ------------ | -------------------- | ------------------- | ---------------------- |
| Vittoria M        | 2001                | 499          | 34                   | 331                 |                        |
| Ale M             | 1997                | 407          | 31                   | 265                 |                        |
| Garagonay         | 1997                | 407          | 31                   | 265                 |                        |
| Gabriele M        | 1998                | 499          | 36                   | 350                 | Ristrutturato nel 2024 |
| Federica M        | 1996                | 499          | 32                   | 350                 |                        |
| Piero Sangiovanni | 1991                | 450          | 34                   | 350                 | Ex Snav Aquarius       |

### Trimarano HSC
| Nome del mezzo | Anno di costruzione | Stazza lorda | Velocità max in nodi | Capacità passeggeri / veicoli | Note                                                                             |
| -------------- | ------------------- | ------------ | -------------------- | ----------------------------- | -------------------------------------------------------------------------------- |
| Vittorio M     | 2001                | 6554         | 35                   | 886 / 220                     | Noleggiato a lungo termine a Fred. Olsen Express e rinominato Barlovento Express |

## Flotta del passato
- Snav Aldebaran, demolito a Trapani nel 2014
- Laura, venduto a Laziomar nel 2015
- Daniela Morace, venduto ad Algérie Ferries nel 2015, attuale Badji Mokhtar II
- Diego Morace, venduto ad Algérie Ferries nel 2015, attuale Seraidi
- Gabriele M, venduto in Norvegia nel 2016, attuale Gabriele
- Masaccio, demolito a Milazzo nel 2018 in seguito ad un incidente
- Alijumbo Eolie, demolito a Trapani nel 2018
- Cris M, demolito a Milazzo nel 2019 in seguito ad un incidente
- Atanis, demolito a Trapani nel 2024
- Mantegna, demolito a Trapani nel 2024
- Ettore M, demolito a Trapani nel 2025
- Tiziano, in disarmo a Trapani dal 2024
- Antioco, venduto a SNAV nel 2025, opera per Laziomar, attuale SNAV Rigel
- Eraclide, venduto a SNAV nel 2025, opera per Caremar